# Eidolon
Eidolon — рід рукокрилих, родини Криланових, з Мадагаскару та Африки на південь від Сахари.

## Види
- Eidolon
  - Eidolon dupreanum
  - Eidolon helvum